# Basílica de la Santa Sang
La basílica de la Santa Sang (flamenc: Heilig-Bloedbasiliek, francès: Basilique du Saint-Sang) és una basílica menor catòlica a Bruges (Bèlgica). Originàriament construïda al segle xii com la capella de la residència dels comtes de Flandes, l'església allotja la venerada relíquia de la Sang de Crist, suposadament recollida per Josep d'Arimatea i portada des de Terra Santa per Teodoric d'Alsàcia, comte de Flandes. Va ser construïda entre 1134 i 1157, i declarada basílica menor el 1923.
La basílica del segle xii està situada al barri del Burg, i consisteix en una capella inferior i una d'altra de superior. La capella inferior està dedicada a Basili el Gran, i és una fosca estructura romànica que roman virtualment intacte. La relíquia es troba a la capella superior, que va ser reconstruïda en estil gòtic durant el segle xvi i renovada en diverses ocasions durant el segle xix en estil neogòtic.

## Història
El 1134 Teodoric d'Alsàcia va decidir construir una capella doble privada al costat de l'Oud Steen, la primera residència dels comtes de Flandes, avui l'ajuntament de Bruges. Teodoric se'n va anar a la croada per segona vegada en 1147 durant la Segona Croada. D'acord amb la tradició, Thierry d'Alsàcia va tornar a Bruges el 7 d'abril de 1150, amb la relíquia de la Sang de Crist. Durant la primera meitat del segle xiii, el nom de la capella superior va ser canviat a la Capella de la Santa Sang.

## La capella de Sant Basili

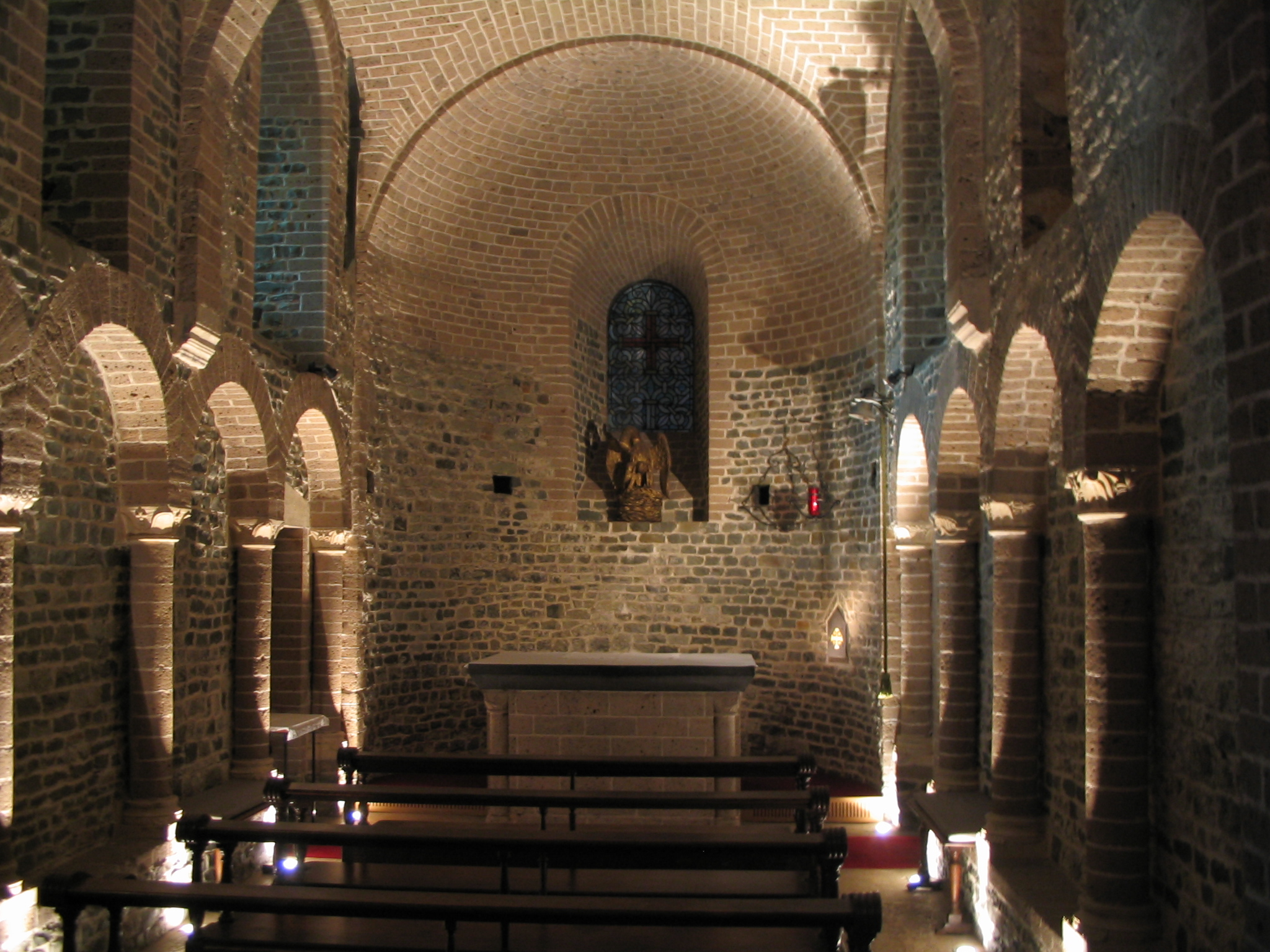
La capella romànica de Sant Basili

La capella de Sant Basili és una de les d'esglésies d'estil romànic de Flandes occidental més ben conservades. Construït entre 1134 i 1149, la capella està dedicada a sant Basili el Gran, de qui una relíquia va ser portada pel comte Robert II des de Cesarea Mazaca a Capadòcia.
La capella consta de dues naus laterals i una nau central seguida pel cor, que al seu torn acabava en un absis semi-circular. Al timpà de sobre de l'entrada que uneix la capella i l'annex hi ha una representació del segle xii del baptisme de Sant Basili. A la nau dreta, la Verge amb el Nen assegut (Sedes Sapientiae) és una escultura de fusta policromada de principis del segle xiv. Hi ha dues imatges de fusta, tallades al voltant del 1900 i que representen a  Jesús a la Pedra Freda i la Pietat són mostrades per a la veneració. Ambdues són portades cada any durant la processó,
A l'esquerra del cor, el 1504 es va afegir la capella de Sant Iu i allotja les relíquies de Sant Basili i del beat Carles el Bo, comte de Flandes. El retaule de marbre negre és suposadament executat a partir dels dissenys de Lancelot Blondeel.

## La Capella de la Santa Sang
Originalment construïda en estil romànic, com la capella de Sant Basili, la capella superior va ser transformada en estil gòtic a finals del segle xv i de nou en 1823. Només els arcs corbats que donen accés a la capella lateral de la Santa Creu es conserven de la capella original romànica.

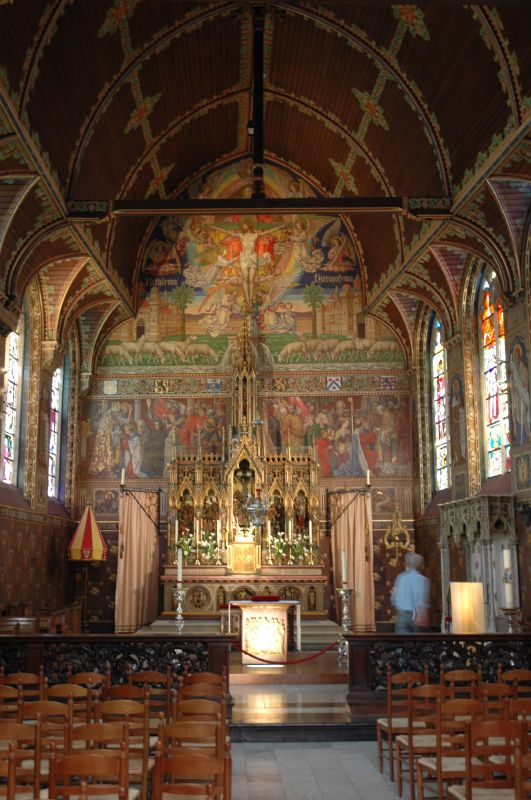
Altar major de la basílica.

L'escala monumental, comunament anomenat  De Steegheere, que condueix a la capella superior, va ser construïda entre 1529-1533 en estil gòtic tardà i renaixentista, segons els dibuixos del pintor flamenc i l'arquitecte Lancelot Blondeel, ornamentada en a l'exterior amb estàtues. Les seqüeles de la Revolució Francesa va deixar l'escala greument malmesa i es va decidir en 1832 per moure-la 4 metres (13 peus) cap enrere i reconstruir després de l'eliminació de les restes que queden de la Oud Steen. Les estàtues de bronze daurat representen l'arxiduquessa Isabel de Borgonya, Maria de Borgonya, Teodoric i Felip d'Alsàcia, i als medallons, els arxiducs d'Àustria Albert VII i Maximilià III, Margarida de York i Sibil·la d'Anjou, esposa de Thierry i la filla del rei Folc de Jerusalem.
Durant el segle xix, les successives campanyes d'actualització van donar a la capella el seu darrer aspecte neogòtic, amb les seves decoracions murals característiques. Les vidrieres al cor daten de 1845 i representen els sobirans que van regnar sobre el Comtat de Flandes des de Felip II de Borgonya, duc de Borgonya, fins a l'arxiduquessa Maria Teresa d'Àustria-Toscana, emperadriu del Sacre Imperi.
Els següents arquitectes i artistes van participar en aquestes renovacions neogòtiques de la Capella de la Santa Sang:
- Jean-Baptiste Bethune
- Louis Delacenserie
- Thomas Harper King
- William Curtis Brangwyn, pare de Frank Brangwyn
- Charles De Wulf, arquitecte de la ciutat de Bruges i guanyador del Premi de Roma en 1887[5]

El púlpit en forma de globus va ser fet en 1728 per Henry Pulinckx, inspirat pel seu contingut evangèlic: «Aneu per tot el món i prediqueu l'Evangeli»
La gran pintura mural darrere de l'altar major es va realitzar en 1905. A la part superior, El Misteri de la Creu representa Crist amb la seva sang, amb, en el fons, les ciutats de Betlem, on va néixer Crist, i Jerusalem, on morí. La part inferior representa el transport de la relíquia de Jerusalem a Bruges: a l'esquerra, Thierry d'Alsàcia rep la relíquia de Balduí III de Jerusalem, el rei de Jerusalem; a la dreta, de genolls amb la comtessa Sibil·la d'Anjou, la lliura la relíquia al capellà.
L'altar major que es fa servir avui dia per l'Eucaristia està decorat amb un relleu en alabastre des del principi del segle xvii que representa el Sant Sopar. Al costat de l'altar major es troben el atributs típics d'una basílica, el tintinnabulum, la petita campana processional, i l'Umbraculum, el para-sol de seda groga i vermella.
Laurent Delvaux va completar en 1751 l'altar de marbre blanc d'estil barroc de la capella lateral de la relíquia. Els dos àngels en adoració van ser fets per Peter Pepers. La relíquia es conserva en un magnífic tabernacle d'argent fet per l'orfebre local François Ryelandt (1709-1774), representant l'Agnus Dei. A la dreta de l'altar, la pintura de Jacob van Oost representa el descens de la creu. La relíquia es mostra al públic tots els divendres i cada dia dues setmanes abans del dia de l'Ascensió.

## La Relíquia de la Santíssima Sang

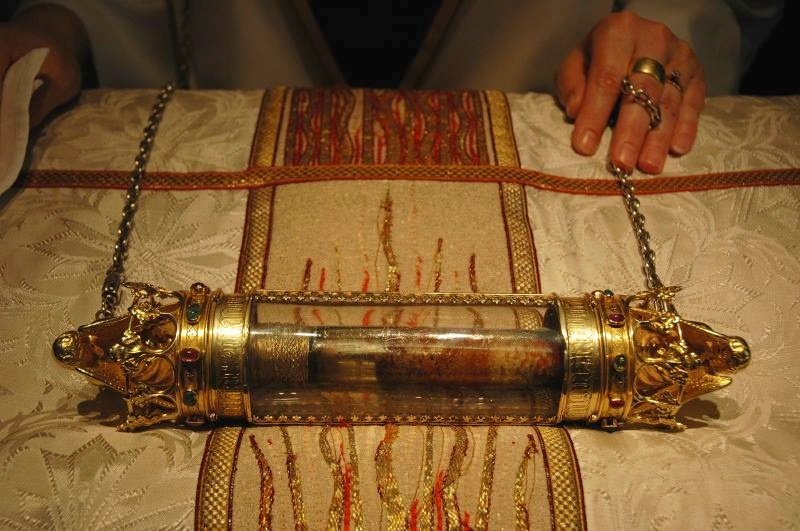
La Relíquia de la Santíssima Sang.

La basílica és sobretot coneguda com el dipòsit d'un venerada redoma que es diu que conté un drap amb la sang de Jesucrist, portat a la ciutat per Thierry d'Alsàcia al segle xii després de la Segona Croada.
Tot i que la Bíblia mai esmenta que es conservés la sang de Crist, un dels evangelis apòcrifs afirma que Josep d'Arimatea va conservar la sang de Crist després d'haver rentat el cos mort de Crist. La mostra diària de la Sang de Crist durant la missa era central en la vida religiosa de l'edat mitjana a Europa. Si era genuïna, una relíquia de la Sang de Jesús seria molt important, un testimoni d'importància única de la Passió de Jesús i un recordatori perpetu del caràcter històric de l'Evangeli Cristià.
La llegenda popular afirma que el flascó va ser portat a Bruges durant la Segona Croada (1147-1149) per Thierry d'Alsàcia, que va tornar de Jerusalem amb la relíquia de la Santa Sang que li havia donat el seu cunyat, el rei Balduí III de Jerusalem, com a recompensa pels seus grans serveis. No obstant això, les investigacions recents no va trobar evidències de la presència de la relíquia a Bruges abans de la dècada del 1250. Amb tota probabilitat, la relíquia va sorgir a partir del saqueig de Constantinoble (1204) per l'exèrcit del comte de Flandes, Balduí IX durant la Quarta Croada. Des de llavors, el flascó ha jugat gran paper en la vida religiosa de la ciutat. El papa Climent V va emetre una butlla papal en 1310 de concessió d'indulgències als pelegrins que visitessin la capella per veure la relíquia.
Investigacions recents han demostrat que el flascó, feta de cristall de roca i que data del segle xi o xii era un flascó de perfum romà d'Orient realitzat a l'àrea de Constantinoble. Mai no s'ha obert des de la seva arribada a Bruges. El seu coll està enrotllat amb fil d'or i el seu tap està segellat amb cera vermella. El flascó està tancat en un cilindre d'or amb front de vidre tancat a cada extrem per corones decorades amb àngels. La data "MCCCLXXXVIII die III maii" (3 de maig de 1388) està gravada en el marc.

## La Processó de la Santa Sang
El reliquiari utilitzat durant la processó es mostra al Museu de la Basílica. El santuari va ser fet el 1617 a Bruges per l'orfebre Jan Crabbe amb d'uns 30 quilograms (66 lliures) d'or i plata i més de 100 pedres precioses. Consisteix en una caixa hexagonal amb gemmes incrustades coronada per estàtues d'or que representen a Jesucrist, La Mare de Déu, Sant Donacià i Sant Basili el Gran.

## Jeu du Saint Sang
Jeu du Saint Sang és una representació de la Passió, realitzada a Bruges. Va ser publicat per primera vegada el 1938, i traduït al francès per Émile Schwartz.

## En la cultura popular
En la pel·lícula de 2008 In Bruges, Brendan Gleeson com Ken fa una visita a la relíquia de la Santa Sang. No obstant això, es tracta de l'Església de Jerusalem, de propietat privada, (holandès: Jerusalemkerk) -construïda al segle xv d'acord amb els plans de la Basílica del Sant Sepulcre a Jerusalem, en lloc de la basílica.

## Imatges

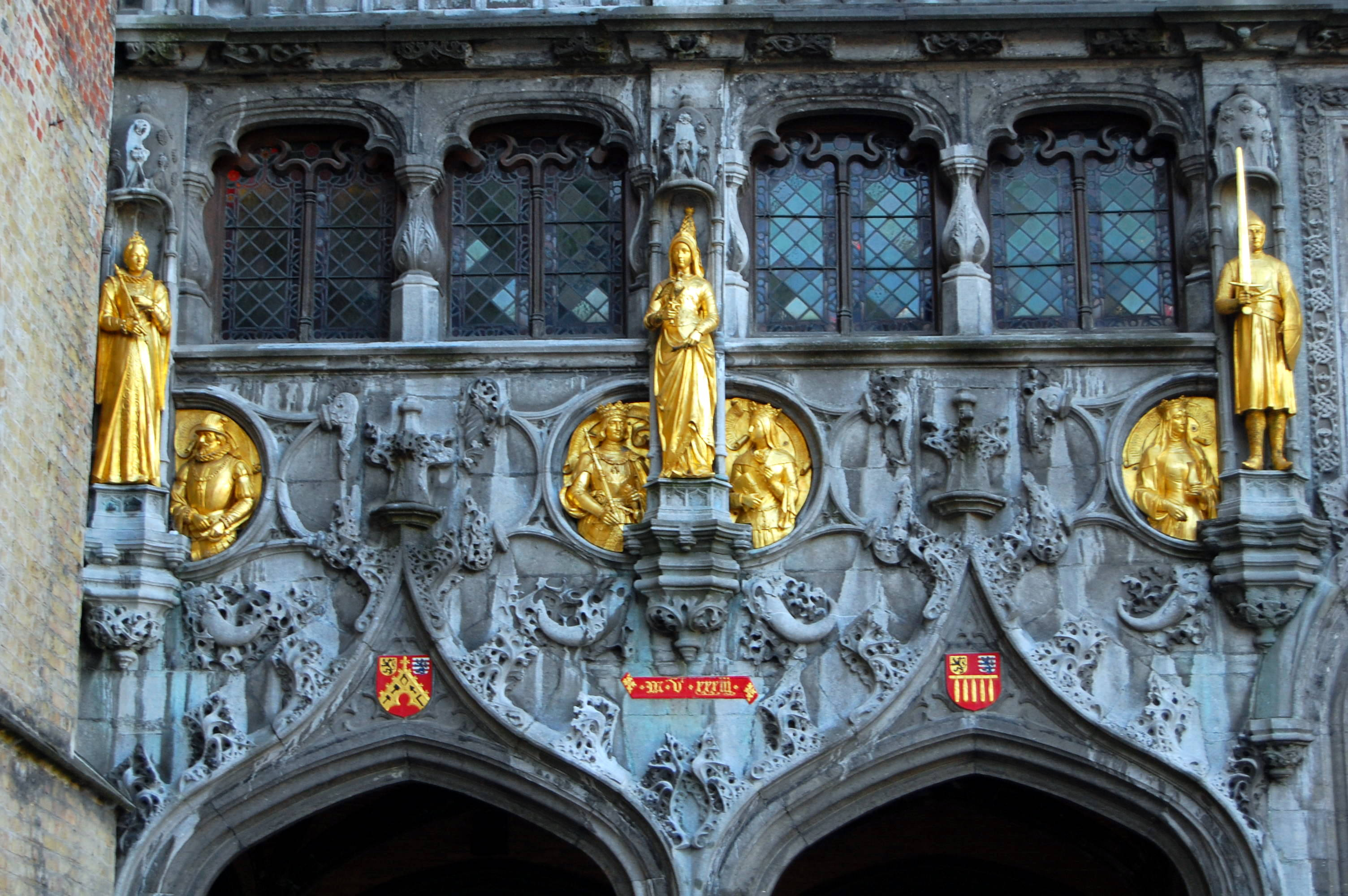
Detall de l'entrada a la Basílica
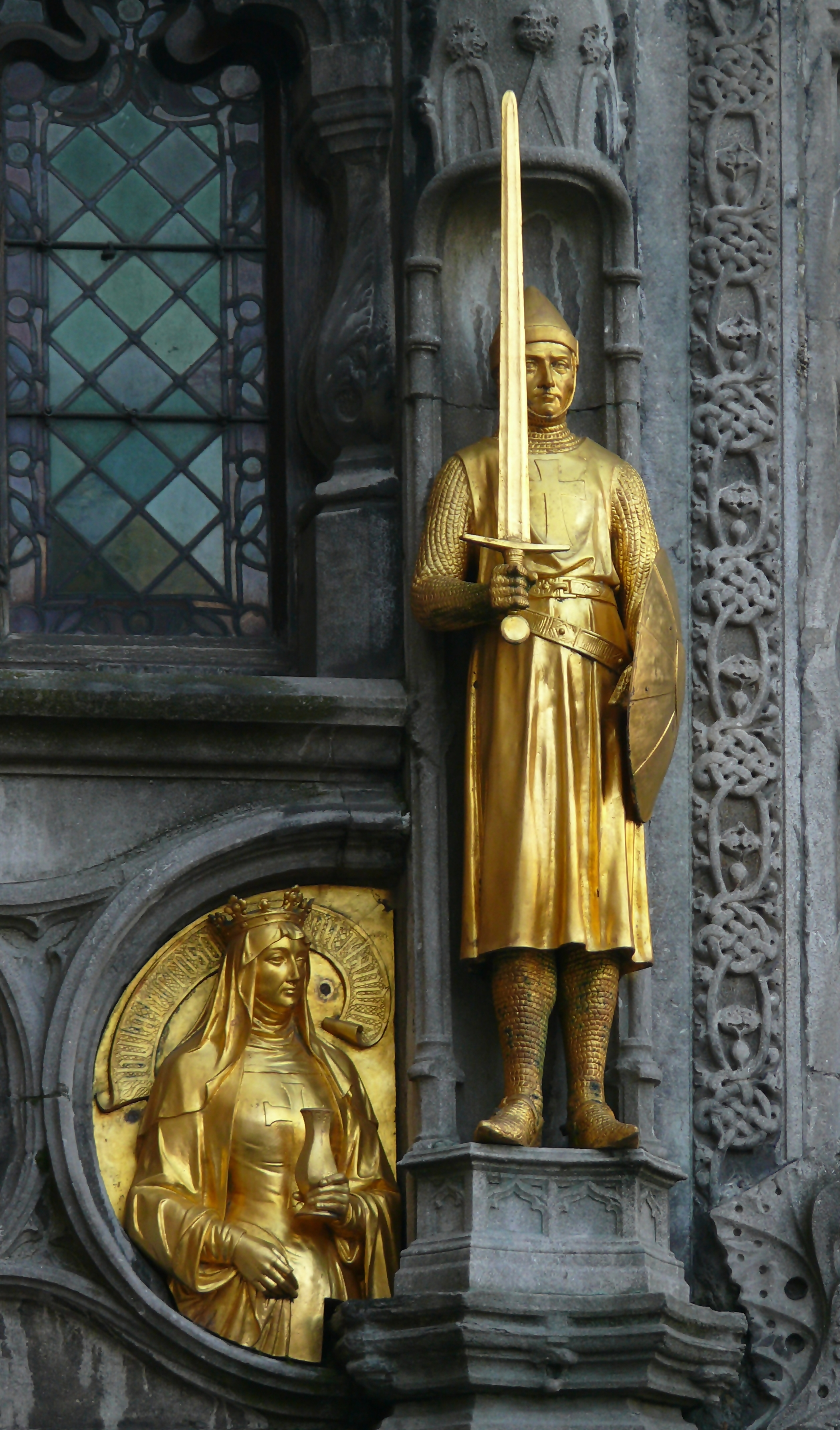
Estàtua de Teodoric de Flandes a la façana de la basílica
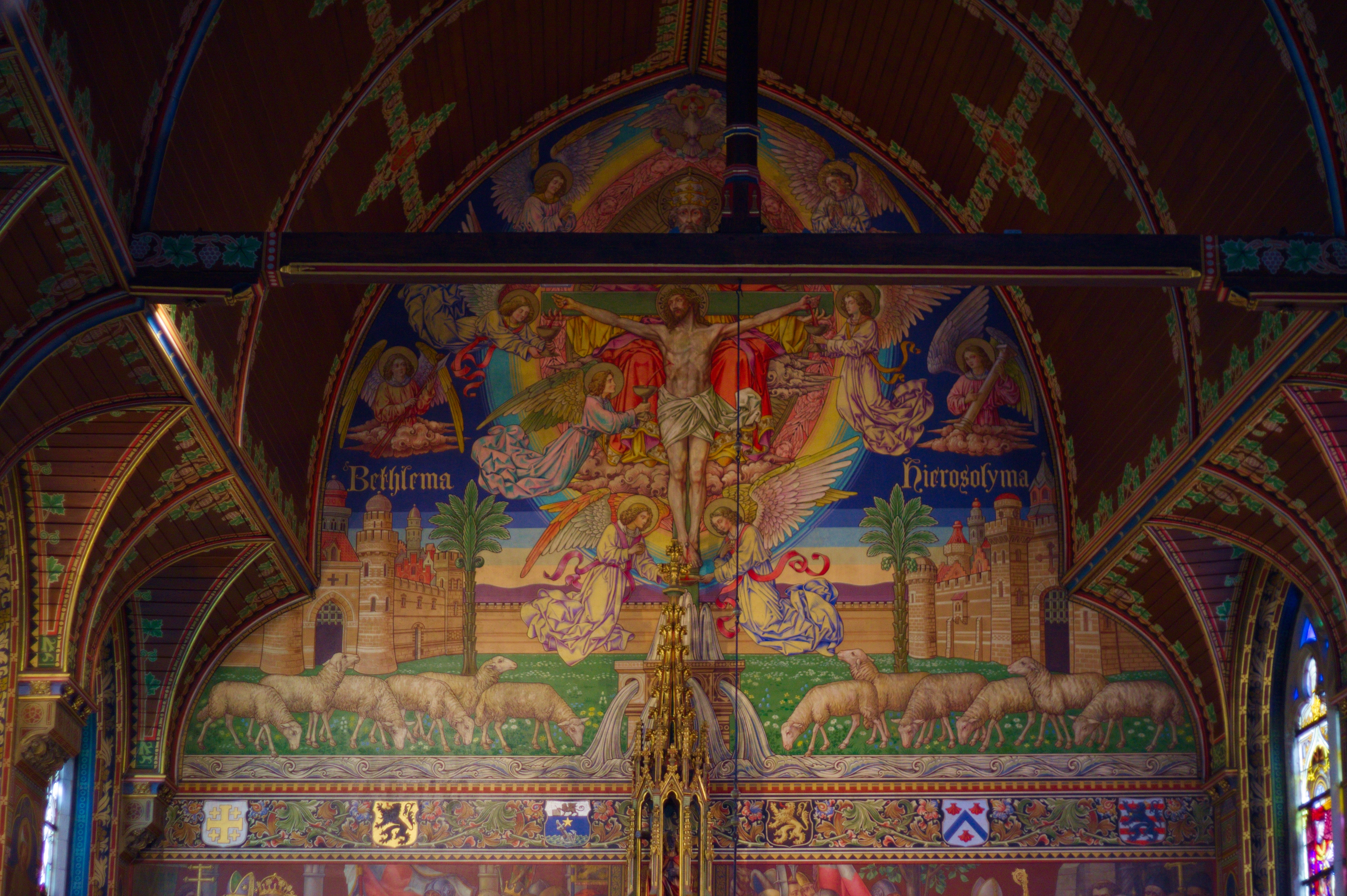
Fresc de l'Altar Major
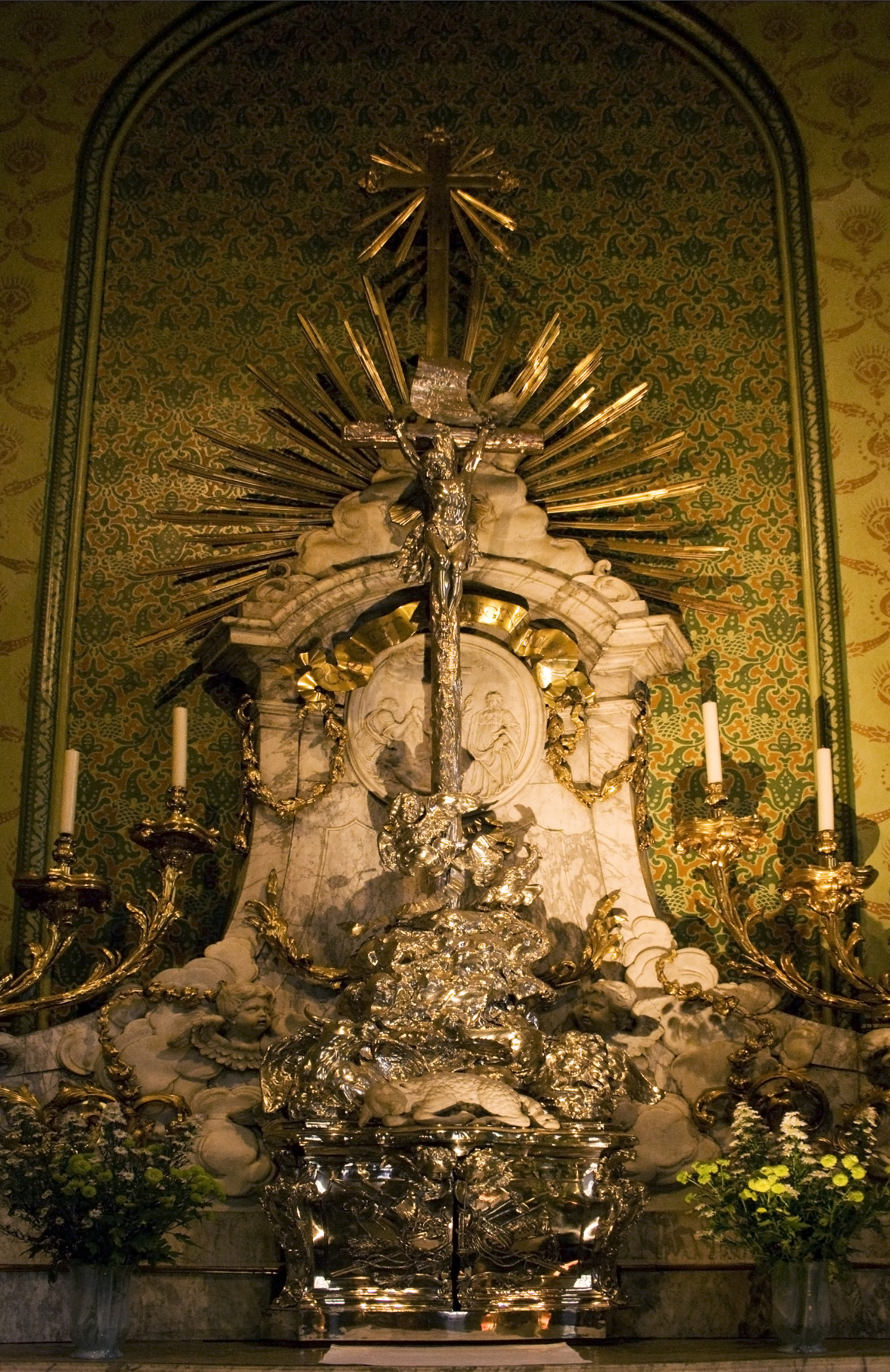
Altar lateral on la Relíquia de la Santa Sang és venerada i custodiada
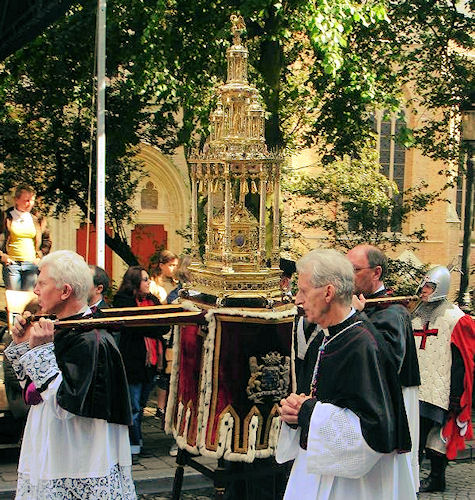
Relíquia de la Santa Sang, portada durant la Processó de la Santa Sang
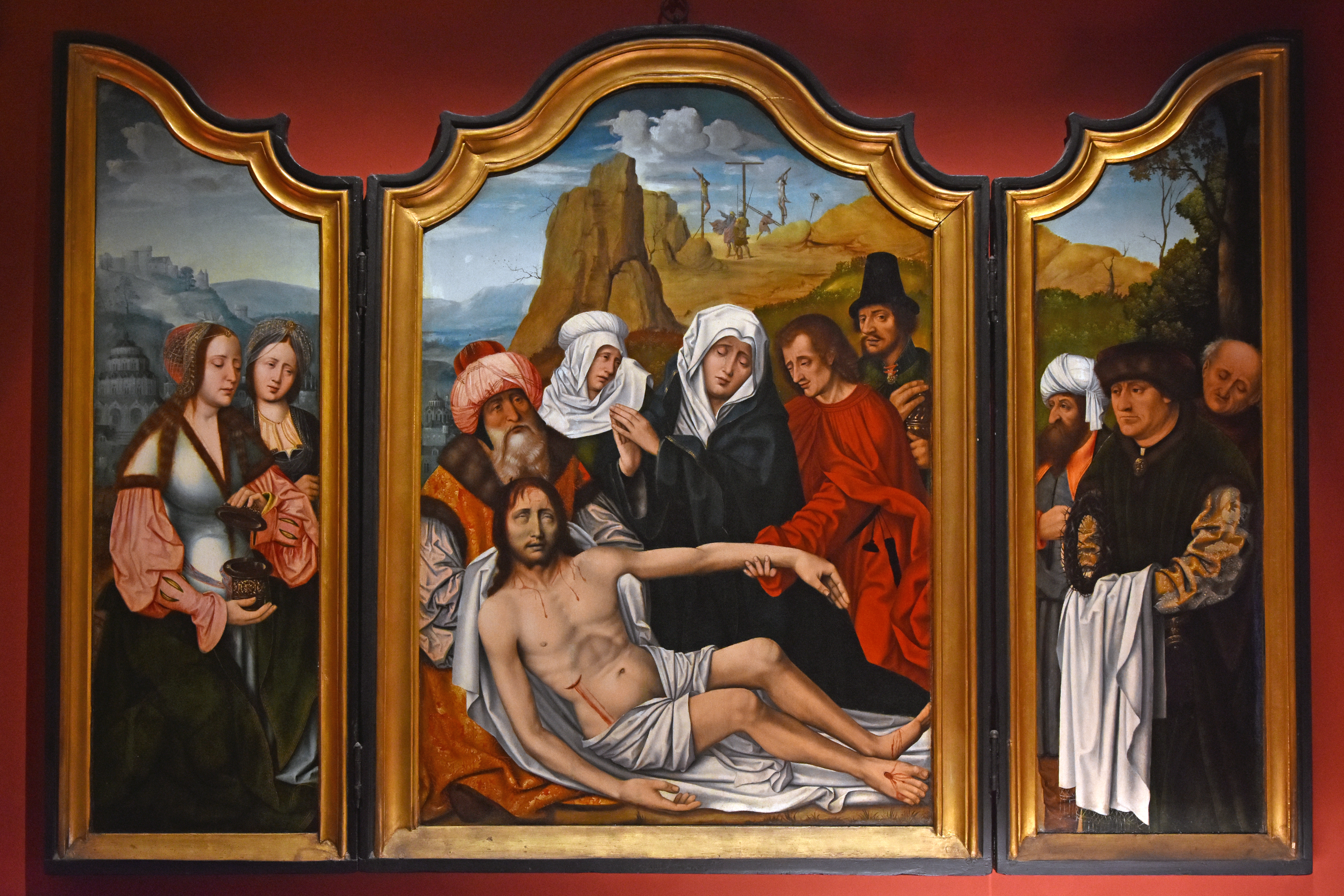
Tríptic de La Crucifixió
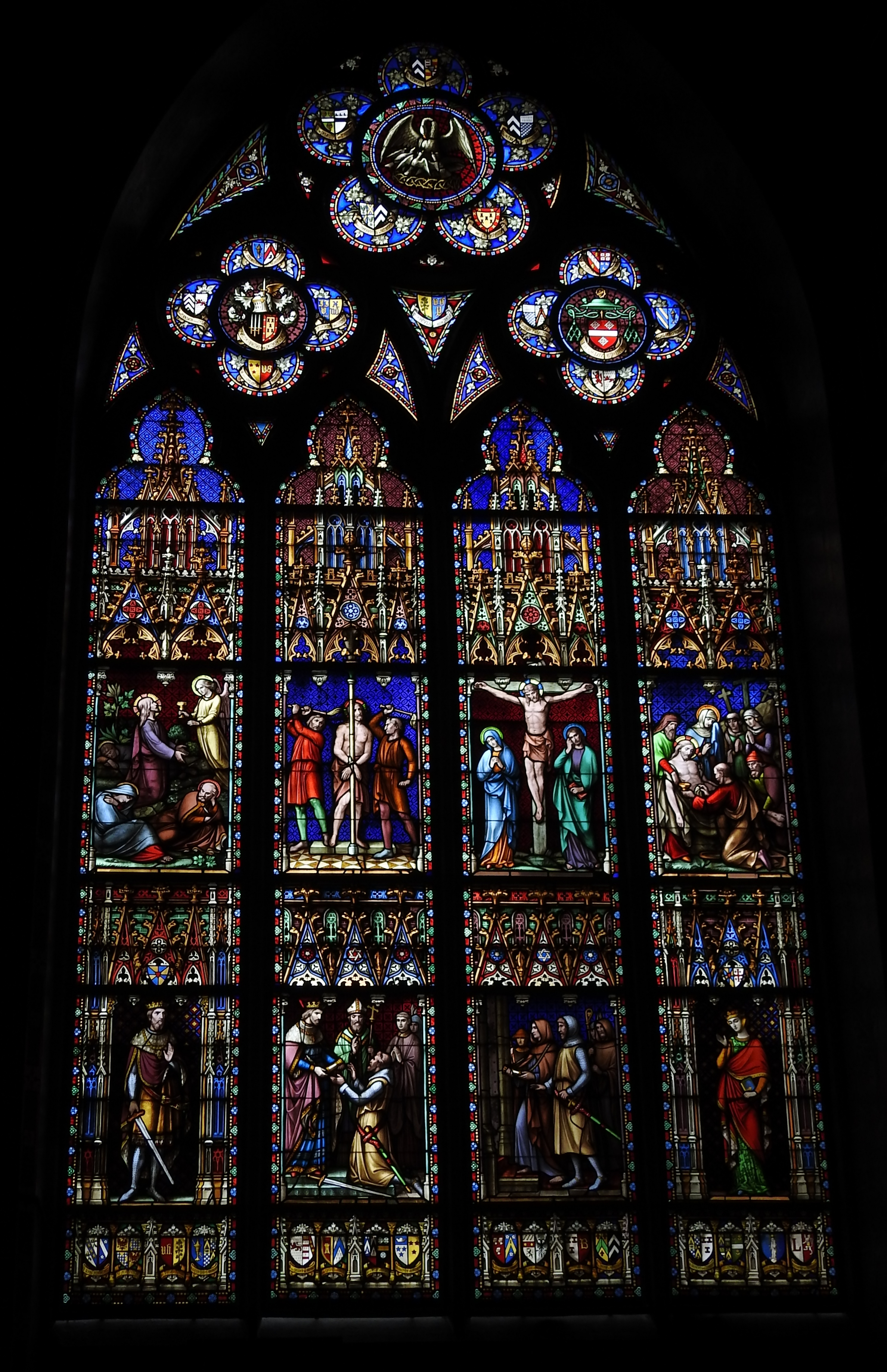
Vitrall de la Capella de la Santa Sang
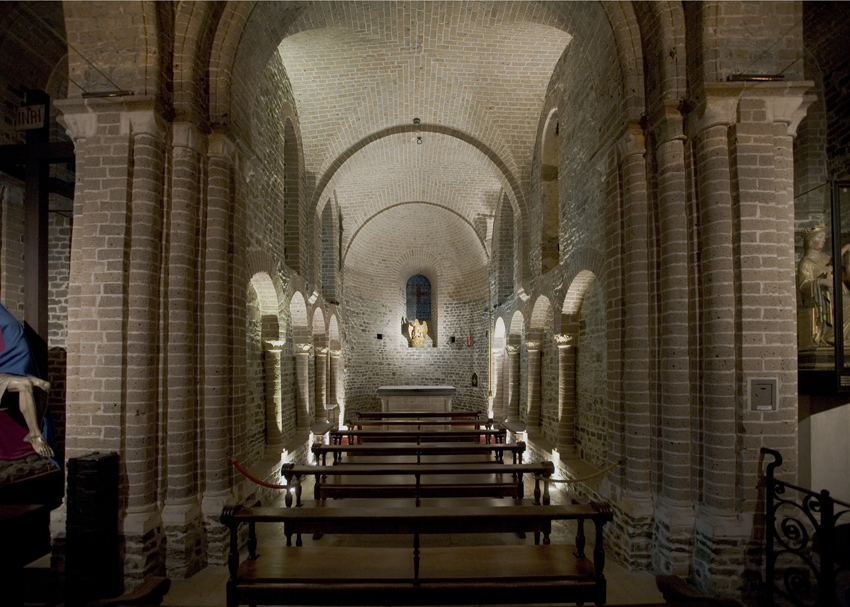
La capella inferior de Sant Basili